# Ditch the Label
Ditch the Label (En español: Pasa de la etiqueta) es una organización sin ánimo de lucro contra el acoso en el Reino Unido, y está en estrecha colaboración con las escuelas, los colegios para ayudar a aquellos jóvenes que son intimidados por razones tales como su aspecto, sus intereses, sexualidad, religión que practican, su entorno familiar o por alguna discapacidad. El principio de esta organización es deshacerse de las etiquetas. Fue concebido inicialmente en 2006 por el actual director general y fundador Liam Hackett, que en el pasado también fue una víctima del acoso. Después de graduarse de la Universidad de Sussex en 2012, Liam comenzó el desarrollo de la organización.

## Investigación
La organización hizo público un controvertido informe sobre el acoso escolar en el sistema educativo de Reino Unido el 3 de febrero de 2013. La organización midió cómo los diferentes perfiles demográficos tenían diferentes experiencias de acoso de una muestra de más de 2000 estudiantes británicos. Dicha investigación fue recogida por los medios de comunicación generando controversia en la sociedad.

## Embajadores
- Tyger Drew-Honey

- Ben Cohen

- Thomas Turgoose de This Is England

- Danny Beard

- Josh Blue

- Bully

- Sunflower Bean

- Tom Rosenthal de Friday Night Dinner

- Stefanie Reid Paralympian

- Grace Neutral

- Gok Wan

- Hannah Stodel Paralympian

- Dr Christian Jessen

- Thelma Madine de Big Fat Gypsy Weddings

- Latrice Royale de RuPaul's Drag Race